# Штани (фільм)
«Штани» (рос. «Штаны») — радянський художній фільм 1988 року, знятий на кіностудії «Ленфільм».

## Сюжет
У ресторані скоєно вбивство. Розслідування доручили слідчому прокуратури Мішину (В. Прийомихов). Абсолютно несподівано для всіх провінційний актор Бацанов (Ю. Яковлєв) бере всю провину на себе. Мішин абсолютно впевнений, що Бацанов не здійснював вбивства. Прискіпливий слідчий намагається розібратися в причинах поведінки артиста. В ході слідства з'ясовується, що в справі замішаний якийсь молодий чоловік. Мішин випускає Бацанова з камери попереднього ув'язнення під підписку про невиїзд. Опинившись на волі, Бацанов повертається до готелю, питаючи у персоналу, чи не цікавився хто-небудь ним за період відсутності. Наступного дня він йде за відомою йому адресою і застає вдома молодого чоловіка на ім'я В'ячеслав з подругою. У чоловіків відбувається нетривала розмова на підвищених тонах, з якої стає ясно, що Бацанов своїми діями вигороджує саме В'ячеслава. Розмова триває ввечері в ресторані. Причина дій Бацанова прояснюється: В'ячеслав — його син, марнотратник життя, що займається темними справами. У ресторані до п'яного В'ячеслава підходить знайомий офіціант і переконує його терміново покинути місто. Тим часом слідчий влаштовує засідку біля будинку В'ячеслава, де попадається і офіціант, що прийшов туди. Злочин розкрито. Офіціант найняв В'ячеслава, щоб полякати людину, яка його шантажує, в ході чого і відбувається вбивство. Свідком цього стає Бацанов, який вирішив взяти провину на себе і вигородити сина. У фінальній сцені В'ячеслав в тюремній робі під час короткого побачення перед відправкою на етап, в грубій формі вимагаючи передачу, називає Бацанова татом. Бацанов плаче, зеки піднімають його на сміх.

## У ролях
- Юрій Яковлєв —  актор Данило Семенович Бацанов
- Валерій Прийомихов —  слідчий прокуратури Валентин Сергійович Мішин
- Андрій Крайній —  Славка Бацанов, син актора Бацанова
- Олена Рижова —  Валя, наречена Славки Бацанова
- Катерина Васильєва —  акторка театру
- Ігор Дмитрієв —  Ілля Ілліч, актор театру
- Іван Краско —  заступник директора театру
- Зоя Буряк —  сержант в СІЗО
- Юрій Кузнецов —  слідчий прокуратури
- Ніна Усатова —  односельчанка Бацанова
- Наталія Лапіна —  співачка
- Андрій Толшин —  прокурор
- Семен Фурман —  колекціонер відеокасет
- Данило Лапігін —  офіціант Чумак
- Ігор Корнелюк — камео

## Знімальна група
- Автор сценарію:  Валерій Прийомихов
- Режисер:  Валерій Прийомихов
- Оператор:  Сергій Астахов
- Художник-постановник: Михайло Суздаль
- Композитор:  Віктор Кісін
- Звукооператор: Олександр Груздєв
- Редактор: Світлана Пономаренко
- Другий режисер: Людмила Кривицька
- Російська народна пісня у виконанні Євгенії Смольянинової